# Гари
Вижте пояснителната страница за други значения на Гари.
Гари или Гаре (на македонска литературна норма: Гари) е село в Северна Македония, в община Дебър.

## География
Гари е разположено в областта Мала река в северните склонове на планината Стогово на Гарската река.

## История
В османо-турски документи от втората половина на XV век Гари е отбелязано като напуснато от жителите си село.
В XIX век Гари е голямо българско мияшко село в Реканска каза на Османската империя. В „Етнография на вилаетите Адрианопол, Монастир и Салоника“, издадена в Константинопол в 1878 година и отразяваща статистиката на населението от 1873 година, Гари (Gari)е посочено като село със 100 домакинства, като жителите му са 278 българи.
Според статистиката на Васил Кънчов („Македония. Етнография и статистика“) в 1900 година Гаре има 1000 жители българи християни.
На Етнографската карта на Битолския вилает на Картографския институт в София от 1901 година Гаре е чисто българско село в Реканската каза на Дебърския санджак със 195 къщи.
Цялото население на селото е под върховенството на Българската екзархия. По данни на секретаря на екзархията Димитър Мишев („La Macédoine et sa Population Chrétienne“) в 1905 година в Гаре има 1560 българи екзархисти и в селото функционира българско училище.
В 1910 година селото пострадва по време на обезоръжителната акция.
Според статистика на вестник „Дебърски глас“ в 1911 година в Гари има 203 български екзархийски къщи.
При избухването на Балканската война в 1912 година 26 души от Гари са доброволци в Македоно-одринското опълчение.
В 1915 година, по време на Първата световна война, селото е анексирано от Царство България. Към 1 март 1916 година Гари е център на Гарската община на българската Дебърска околия.
На етническата си карта на Северозападна Македония в 1929 година Афанасий Селишчев отбелязва Гари като българско село.
Според преброяването от 2002 година селото има 10 жители.
| Националност     | Всичко |
| северномакедонци | 9      |
| албанци          | 0      |
| турци            | 0      |
| роми             | 0      |
| власи            | 0      |
| сърби            | 0      |
| бошняци          | 0      |
| други            | 1      |

## Личности
В XIX век в Гари, подобно на околните мияшки селища, процъфтява резбарският занаят и се оформя специфичната Дебърска художествена школа. Най-известният гарчанин е Петър Филипов, автор на едни от най-красивите възрожденски резби, като иконостасите в Бигорския и в Рилския манастир. Други известни представители на школата от Гари са зографите Андон Петров, Георги Донев (Андонов) (1862-1933) и Димитър Донев (Андонов) (1856-1934). Тодор Петков (1814-1899) е архитект, автор на забележителното произведение на възрожденската архитектура Робевата къща в Охрид. Синът му Яким Тодоров (1861-?) е сред последните български традиционни резбари. Иван (Йоан) Гарски е революционер, войвода на гарската чета на ВМОРО.